# Marienplatz

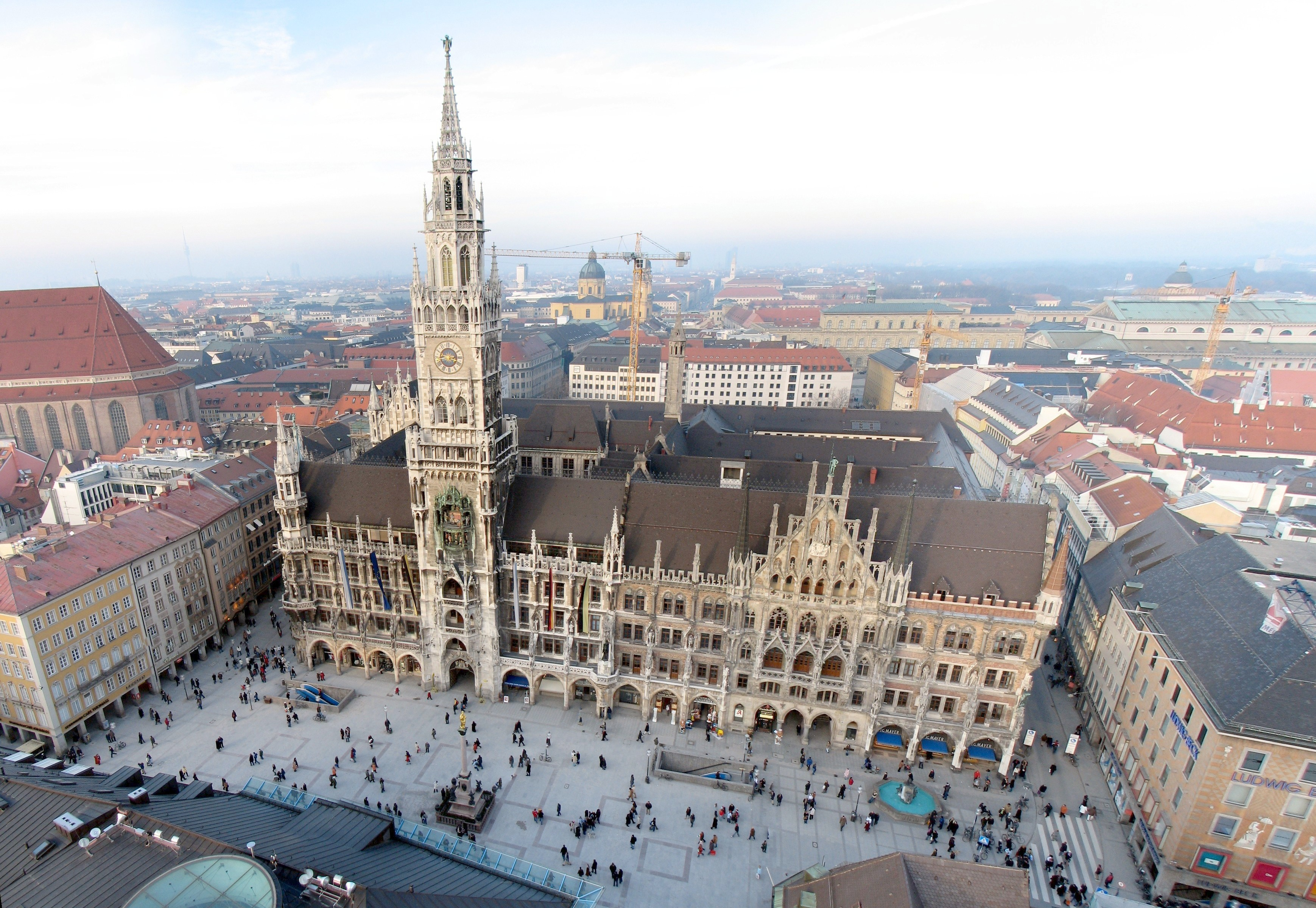
Marienplatz och nya rådhuset söderifrån.

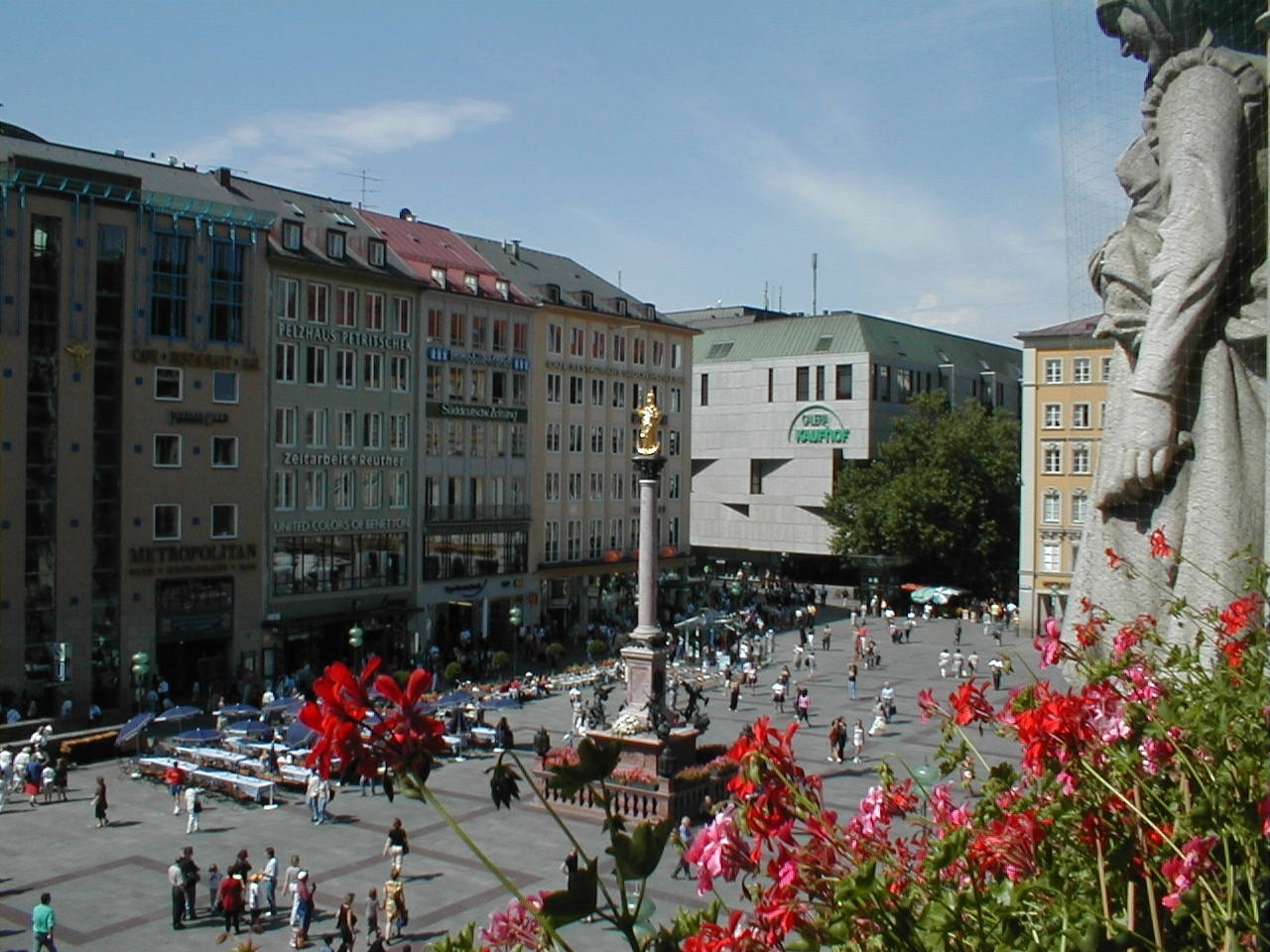
Marienplatz sett från nya rådhuset. I mitten av torget står Mariensäule.

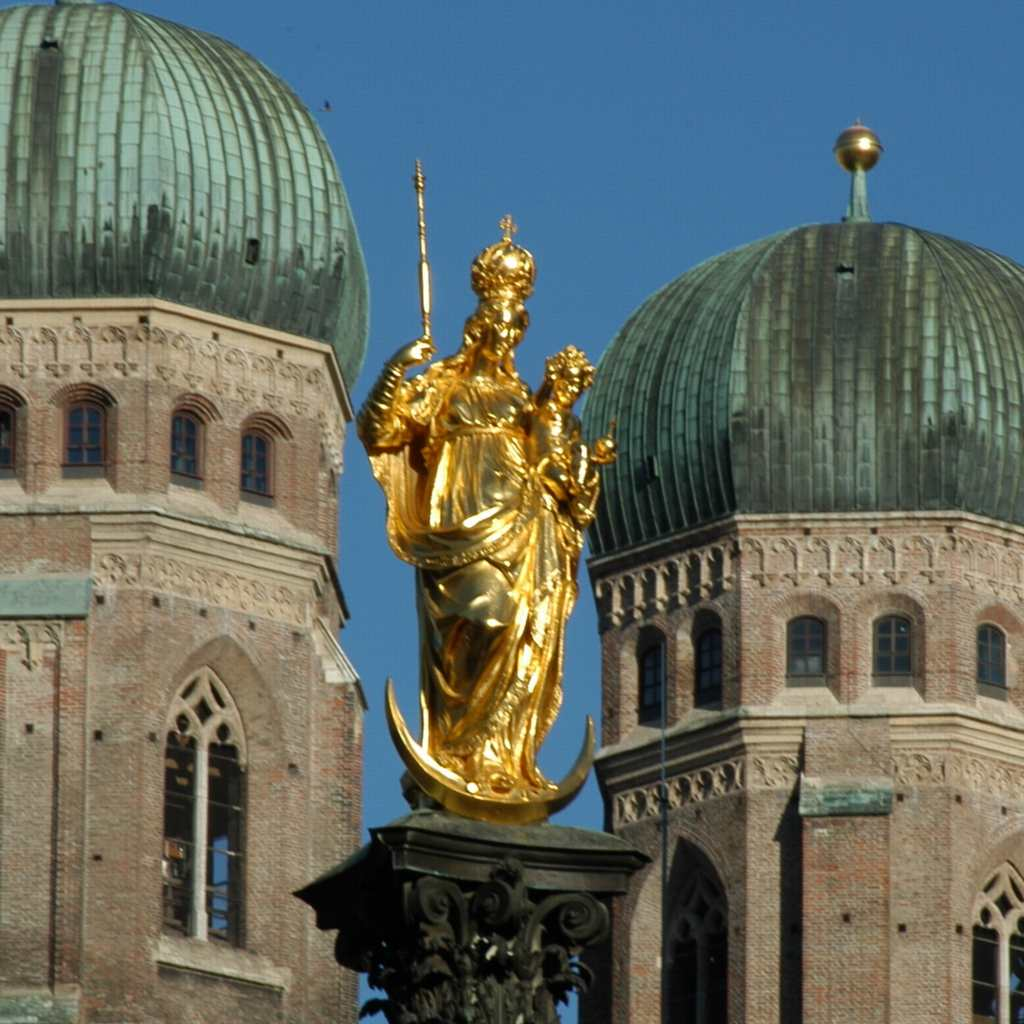
Mariensäule på Marienplatz. I bakgrunden syns Frauenkirches kupoler.

Marienplatz är ett torg i centrala München, som sedan 1158, då Henrik Lejonet grundade staden, varit dess centrum. Under medeltiden var Marienplatz ett centralt marknadstorg.
Torget kallades tidigare Schrannenplatz, men bär sitt nuvarande namn sedan 1854. I mitten av torget står Mariensäule som restes i samband med att svenskarna under 30-åriga kriget skonade staden. Dagens Marienplatz kan sägas ha skapats 1972 i samband med att området blev en bilfri zon. Ungefär samtidigt invigdes tunnelbane- och pendeltågsstationerna under Marienplatz. Stationen Marienplatz är en av de viktigaste knutpunkterna i München. 
Här firar Bayern München sina stora segrar från rådhusbalkongen.